# Chef de nom et d'armes
Le chef de nom et d'armes, ou chef de famille, est le nom donné en généalogie à l'aîné de la branche ainée d'une famille noble. Il porte les armes pleines, c'est-à-dire sans brisure.
En cas de mort sans héritiers masculins, le nouveau chef de lignage pouvait effectuer un retrait lignager, c'est-à-dire se substituer aux héritiers dans tous ses droits et titres, en les dédommageant pour les droits patrimoniaux.

## Définition
Au décès du chef de famille, c'est à son fils institué héritier, ou à défaut l'ainé, qui devient chef de famille, sauf s'il est religieux profès.
S'il n'a pas de fils, la qualification de chef de famille revient alors à son frère cadet, puis au fils ainé de celui-ci, et ainsi de suite. En cas d'extinction de la branche ainée, l'ainé de la branche cadette devient le nouveau chef de famille.
Les titres des terres faisant l'objet d'un retrait lignagier devaient faire l'objet de nouvelles lettres d'érection en faveur du nouveau bénéficiaire.